# Amphipyra virgata
Amphipyra virgata là một loài bướm đêm trong họ Noctuidae.